# Campeonato de Uzbekistán de Ciclismo Contrarreloj
Los Campeonatos de Uzbekistán de Ciclismo Contrarreloj se organizan anual e ininterrumpidamente desde el año 1998 para determinar el campeón ciclista de Uzbekistán de cada año, en la modalidad. 
El título se otorga al vencedor de una única carrera, en la modalidad de Contrarreloj individual. El vencedor obtiene el derecho a portar un maillot con los colores de la bandera de Uzbekistán hasta el campeonato del año siguiente, solamente cuando disputa pruebas contrarreloj.

## Palmarés
| Año  | Ganador              | Segundo              | Tercero              |
| 1998 | Enver Setmemetov     |                      |                      |
| 1999 | Damir Iratov         | Enver Setmemetov     | Sergey Arkov         |
| 2000 | Uglugbek Salamov     | Damir Iratov         | Enver Setmemetov     |
| 2001 | Artem Shlindov       | Kahramon Maminov     | Sergey Bakin         |
| 2002 | Sergey Krushevskiy   | Damir Iratov         | Artem Shlindov       |
| 2003 | Sergey Krushevskiy   | Serguéi Lagutín      | Artem Shlindov       |
| 2004 | Serguéi Lagutín      | Rafael Nuritdinov    | Vladimir Tuychiev    |
| 2005 | Serguéi Lagutín      | Vladimir Tuychiev    | Nicolay Kazakbaev    |
| 2006 | Nicolay Kazakbaev    | Serguéi Lagutín      | Konstantin Kalinin   |
| 2007 | Vladimir Tuychiev    | Nikolai Kazakbaev    | Muradjan Khalmuratov |
| 2008 | Vladimir Tuychiev    | Serguéi Lagutín      | Muradjan Khalmuratov |
| 2009 | Vladimir Tuychiev    | Muradjan Khalmuratov | Konstantin Kalinin   |
| 2010 | Ruslan Karimov       | Muradjan Khalmuratov | Konstantin Kalinin   |
| 2011 | Muradjan Khalmuratov | Vadim Shaekov        | Vladimir Tuychiev    |
| 2012 | Muradjan Khalmuratov | Konstantin Volik     | Vadim Shaekov        |
| 2013 | Muradjan Khalmuratov | Vladimir Tuychiev    | Abdullojon Akparov   |
| 2014 | Muradjan Khalmuratov | Vladimir Tuychiev    | Gleb Gorbachev       |
| 2015 | Muradjan Khalmuratov | Gleb Gorbachev       | Timur Gumerov        |
| 2016 | Muradjan Khalmuratov | Andrey Izmaylov      | Vladimir Tuychiev    |
| 2017 | Muradjan Khalmuratov | Dilmurdjon Siddikov  | Andrey Izmaylov      |
| 2018 | Muradjan Khalmuratov | Dilmurdjon Siddikov  | Iskandarberk Shodiev |
| 2019 | Muradjan Khalmuratov | Dilmurdjon Siddikov  | Sergey Medvedev      |
| 2020 | Muradjan Khalmuratov | Dilmurdjon Siddikov  | Danil Evdokimov      |
| 2021 | Muradjan Khalmuratov | Aleksey Fomovskiy    | Behzodek Rakhimbaev  |
| 2022 | Aleksey Fomovskiy    | Dmitriy Bocharov     | Behzodek Rakhimbaev  |
| 2023 | Aleksey Fomovskiy    | Muradjan Khalmuratov | Dmitriy Bocharov     |
| 2024 | Nikita Tsvetkov      | Dmitriy Bocharov     | Farrukh Bobosherov   |
| 2025 | Nikita Tsvetkov      | Dmitriy Bocharov     | Muradjan Khalmuratov |